# Tytthonyx palmeri
Tytthonyx palmeri es una especie de coleóptero de la familia Cantharidae.

## Distribución geográfica
Habita en Costa Rica.